# Subsidence (météorologie)
Pour les articles homonymes, voir Subsidence.

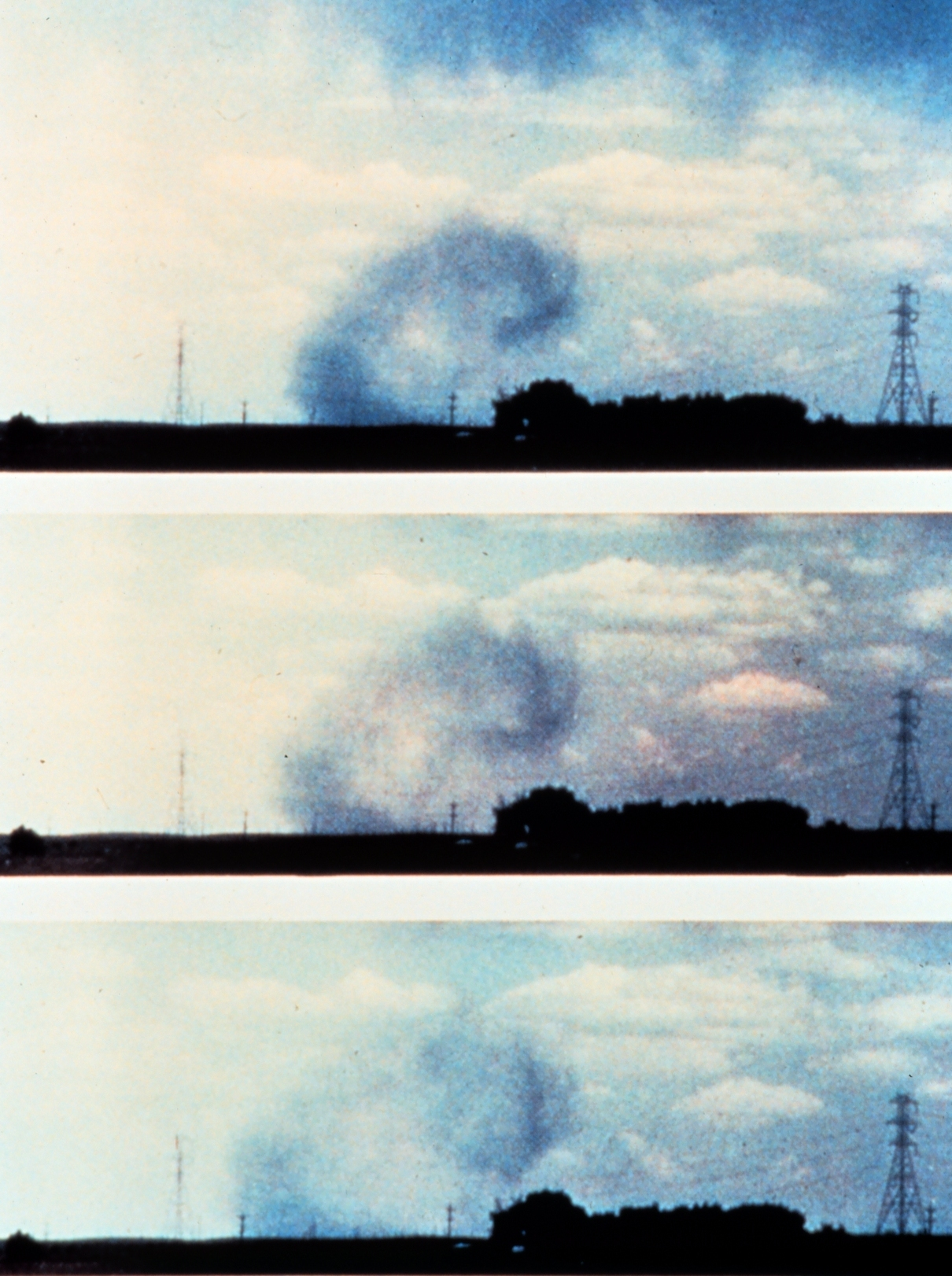
Rafales descendantes d'un orage

La subsidence en météorologie est le déplacement d'air vers le sol dans l'atmosphère. Il peut s'agir d'un lent affaissement d'une masse d'air sur une vaste région dans un anticyclone, localement avec l'effet de foehn ou encore de la descente rapide d'une goutte froide dans un nuage convectif quand la température d'une parcelle d'air à un niveau donné est plus froide que l'environnement et doit descendre selon la poussée d'Archimède. La subsidence est généralement accompagnée d'une divergence horizontale de l'air dans les couches inférieures. L'air en subsidence se comprime et se réchauffe, et sa stabilité initiale est ordinairement augmentée. Le phénomène inverse est l'ascendance.

## Temps associé

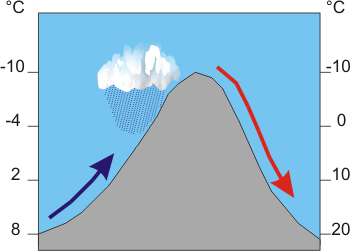
Subsidence orographique (flèche rouge)

La subsidence à grande échelle dans les anticyclones provoque une augmentation de la pression atmosphérique au sol, et par compression adiabatique, un réchauffement et un assèchement relatif de l'air descendant qui stabilise l'atmosphère en créant une inversion de température. Il en résulte une dissipation des nuages par le haut pour donner un ciel dégagé. Durant la nuit, la subsidence augmente l'effet du refroidissement radiatif et l'inversion de température au sol ce qui diminue encore plus la couche de ventilation et peut aider à la concentration de polluants ou la formation de brouillard. 
On la retrouve également à des échelles intermédiaires comme en aval des montagnes dans des situations stables où de l'air plus froid et plus humide que l'environnement est soulevé en amont (flèche bleue), ce qui crée des nuages et des précipitations lorsque l'air atteint son point de saturation. Il redescend alors de l'autre côté de l'obstacle en aval en subissant un réchauffement et un assèchement relatif le tout par compression adiabatique pour y donner un ciel dégagé et des températures plus élevées qu'en amont de la montagne. Dans cette catégorie se retrouve l'effet de foehn et le vent catabatique.
La subsidence peut être aussi très locale, comme dans le cas d'un courant descendant dans un orage, alors que de l'air sec et froid entre dans le nuage plus chaud et humide et donne des rafales descendantes. Si les orages s'organisent en ligne de grains, la subsidence aidera à former un front de rafales en rabattant le courant-jet des niveaux moyens.

## Effets de la subsidence en vol à voile
La subsidence a un effet globalement négatif en ce qui concerne le vol libre et le vol à voile. En règle générale, la vitesse de chute de l'aéronef est égale à la vitesse de chute dans l'air stable plus la vitesse de chute de la masse d'air. En cas de brassage thermique, les effets de la subsidence sont relativement faibles car la zone de subsidence est beaucoup plus étendue que la zone d'ascendance. 

### Vol d'onde
Toutefois, pour un vol d'onde, on peut dire que la vitesse d'ascendance de l'air est égale à la vitesse de subsidence vu qu'une onde de gravité est une fonction sinusoïdale. On peut considérer que la vitesse de chute d'un planeur est de l'ordre de 1 m/s. On suppose que la vitesse verticale de l'ascendance (et descendance) de l'onde est 2 m/s. En ascension, le planeur montera à -1 m/s + 2 m/s = +1 m/s. En descente, la vitesse verticale va être -1 m/s - 2 m/s = - 3 m/s. Par conséquent le planeur va chuter lourdement et va avoir sa finesse divisée par 3, ce qui peut avoir des conséquences catastrophiques.

### Vol de pente
En ce qui concerne le vol de pente, les effets de la subsidence sont encore plus violents que pour le vol d'onde. En effet, au-dessus du versant sous le vent, il se forme des tourbillons qui rendent l'air extrêmement turbulent. De plus, la vitesse moyenne de descente de la masse d'air est approximativement égale à la vitesse de montée de la masse d'air. Donc le planeur va chuter lourdement dans le versant sous le vent, et en plus, il peut rencontrer localement des descendances encore plus fortes localement. C'est pourquoi il est enseigné qu'en vol de pente, un planeur ne descend jamais sous la ligne de crête lorsqu'il se trouve au-dessus du versant sous le vent.

### Anticyclone
Une situation anticyclonique est rarement favorable à la pratique de grands vols. En effet un anticyclone se caractérise par une subsidence de l'ordre de 90 mètres par heure (2,5 cm/s). Un tel courant descendant semble faible. Toutefois, le réchauffement adiabatique est donc de 0.9 ⁰C par heure (gradient adiabatique de 1 ⁰C / 100 m) et donc sur une période de 10 heures, le réchauffement adiabatique va être de 9 ⁰C. Il y a donc suffisamment de réchauffement adiabatique pour dégrader considérablement les conditions aérologiques. En pratique, on se trouvera en présence d'ascendances faibles, étroites, et irrégulières. Par contre les descendances seront importantes et régulières.

### Ondes de gravité en altitude etc
La même chose peut se produire en vol de plaine lorsqu'on est en présence d’ondes de gravité (même faibles) en altitude. Une région peut avoir des conditions aérologiques excellentes et une région voisine peut avoir des conditions aérologiques médiocres (trou bleu) sans raison apparente. Le même phénomène apparaît en aval d'une montagne. Ce réchauffement adiabatique tend lui aussi à dégrader l'aérologie.